# Klickgolv

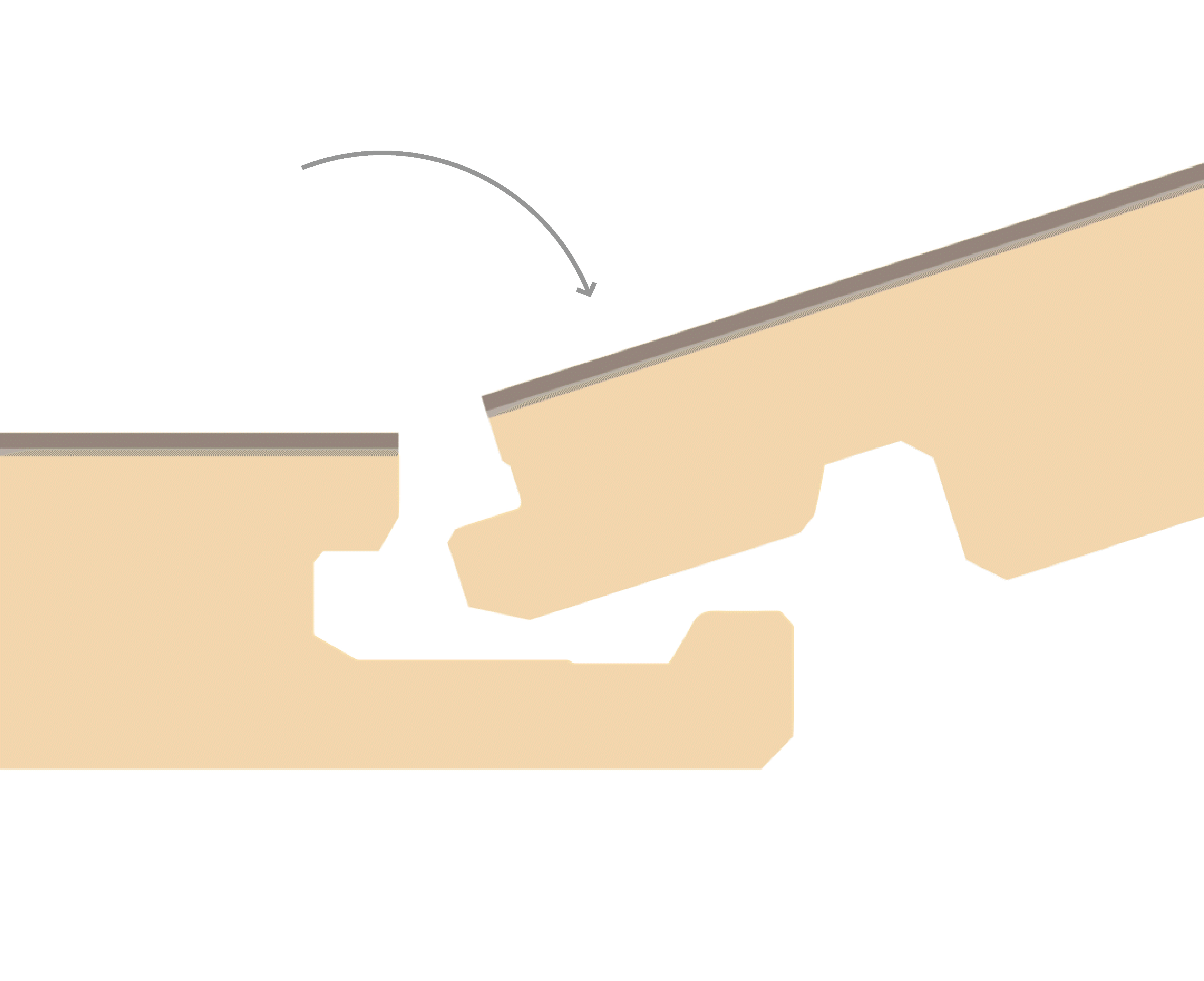
Klickfogen 2G som används på långsidan av en golvplanka med mekanisk klickfog. Bilden visar installation och nedvinkling av golvplankan.

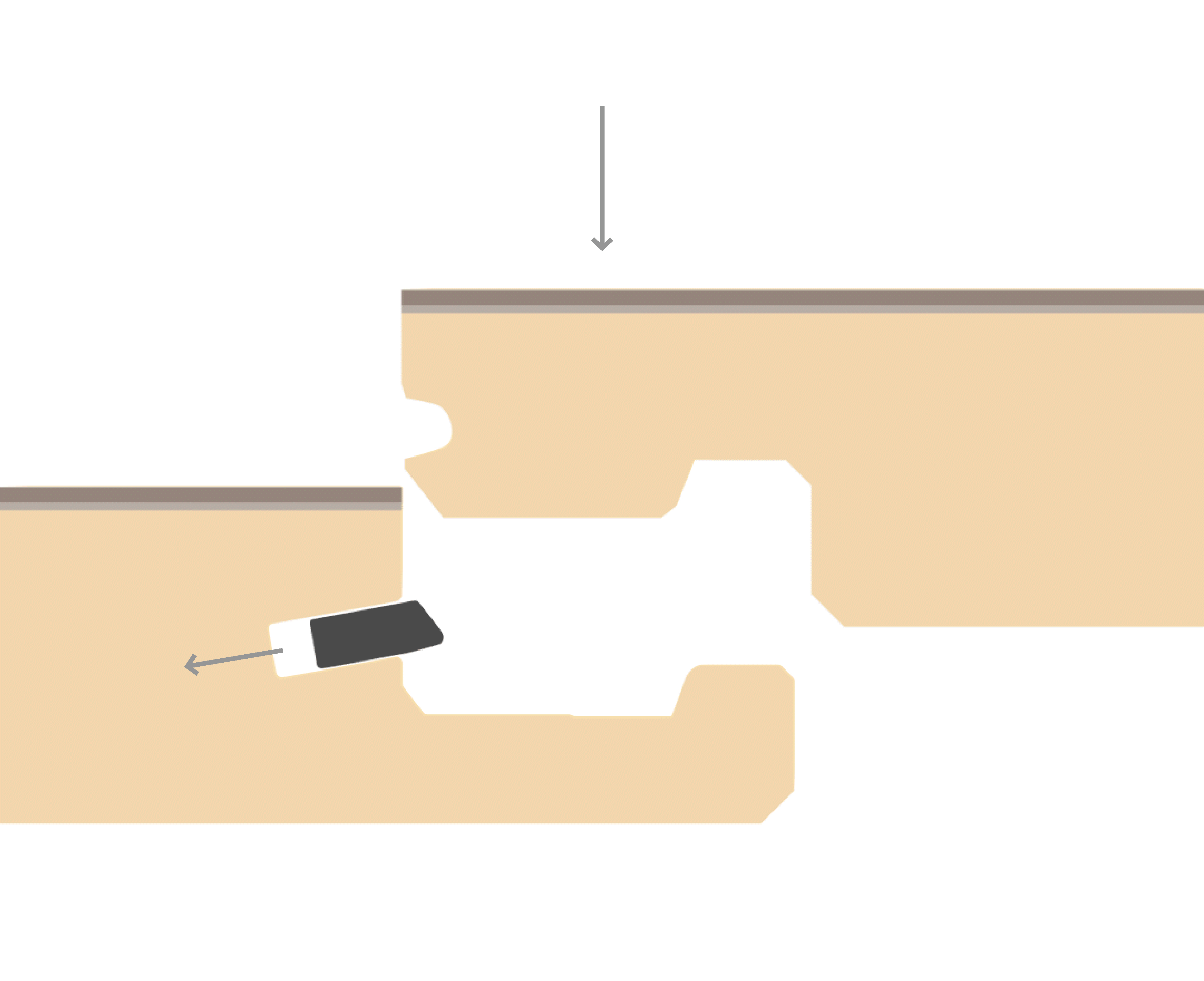
Klickfogen 5G som används på kortsidan av en golvplanka med mekanisk klickfog. Bilden visar installation och vertikal låsning av golvplankan.

Klickgolv används oftast som benämning på ett golv som inte behöver limmas, utan där sammanfogningen sker med en mekanisk så kallad klickfog. Tekniken återfinns i bl.a. laminatgolv, parkettgolv, härdade trägolv och vinylgolv.

## Historik
Tidigare sammanfogades golv genom att en not och en fjäder limmades samman.Klickgolvet utvecklades 1993 av Tony Darko Pervan vid det svenska företaget Välinge Innovation AB som var först i världen med klickgolvet. Uppfinningen erhöll patent i Sverige 17 oktober 1994 (patent-nr SE 501014) och internationell 23 december 1999 (patent-nr WO1999066152). Laminatgolv och parkettgolv som installeras mekaniskt utan lim började benämnas klickgolv eftersom sammanfogningen ofta skedde med ett hörbart klickljud.
Det första klickgolvet som producerades med patenterad klickfog var ett laminatgolv från norska Alloc. Detta golv visades för första gången i januari 1996 på den internationella mässan DOMOTEX i Tyskland.
Det första parkettgolvet med en mekanisk klickfog tillverkades av Kährs år 2000.
Klickgolvet uppskattades 2015 ha eliminerat 100 miljoner limflaskor årligen som tidigare behövts för att sammanfoga laminatgolv och parkettgolv med den traditionella tekniken.

## Uppbyggnad
Klickgolvets mekaniska fog består av en not och en fjäder som finns på golvplankans motsatta sidor. Vid installation läggs golvplankorna med långsidan mot varandra och vinklas ner vilket låser både långsidan och kortsidan på intilliggande golvplanka. 
Där finns olika typer av mekaniska klicklås, exempelvis 2G och 5G. Till dessa finns flera varianter där mindre anpassningar har gjorts och som går under egna namn. En klickfog kan se olika ut beroende på användning. 2G-fogen är anpassad för att användas på en golvbrädas långsida som vinklas in och låser mot intilliggande golvplanka. 5G-fogen används på en golvplankans kortsida och innehåller ofta en plastfjäder som tillåter att kortsidan kan låsas i en vertikal vinkel vid installation.